# Maarkebeekvallei
De Maarkebeekvallei is een vallei in de Vlaamse Ardennen in Zuid-Oost-Vlaanderen (België) en de naam van het erkende natuurreservaat in deze vallei.

## Situering
De vallei van de Maarkebeek ligt voornamelijk op het grondgebied van de gemeente Maarkedal en voor een deel op grondgebied van de gemeentes Horebeke, Oudenaarde, Ronse en Vloesberg. Het is een typisch Vlaamse Ardennen-landschap met glooiende heuvels en diep ingesneden valleitjes. De vallei vormt samen met haar zijbeken Pauwelsbeek en Nederaalbeek, de natuurlijke verbinding tussen de getuigenheuvels van de Vlaamse Ardennen en de vallei van de Bovenschelde. De bron van de Maarkebeek situeert zich in het Waals Gewest (gemeenten Elzele en Vloesberg). Het centrale deel strekt zich uit over de gemeente Maarkedal. De Maarkebeek, Pauwelsbeek en Nederaalbeek ontspringen allen op de noordzijde van een heuvelkam die zich oost-west richting uitstrekt van de Kruisberg via de Muziekberg tot de Hoppeberg. Op het interfluvium ten noorden van de Maarkebeekvallei loopt de N8.
Op de westelijke en noordelijke hellingen van de vallei liggen verschillende hellingen waarvan de namen bekend werden in het wielrennen. Van het zuiden naar het noorden en westen zijn deze hellingen als volgt benoemd: Kaperij, Steenbeekberg, Heide, Stokstraat, Het Foreest, Ganzenberg, Steenberg, Berg ten Stene, Varent, Boigneberg, Kapelleberg, Eikenberg, Ladeuze en Achterberg.

## Natuurreservaat
Het reservaat is 12,9 ha groot en strekt zich uit langs de vallei van de Maarkebeek. Het natuurgebied werd in 2008 erkend en wordt beheerd door Natuurpunt. Het gebied maakt deel uit van het Vlaams Ecologisch Netwerk. Het natuurreservaat strekt zich uit over de gemeenten Oudenaarde, Maarkedal en Horebeke en is grotendeels gelegen op de noordelijke, steile flank van de Maarkebeek rond de hellingen met de namen Ladeuze, Eikenberg en Kapelleberg. Het reservaat omvat verschillende deelgebieden: bosjes (zoals Hekkebrug, het Longkruidbosje in de buurt van Ladeuze, Klein Eeckhout, het Eeckhoutbos van 5,3 ha langs de Eikenberg) en graslanden langs de beek. Verder bestaat het gebied ook uit een amfibieënpoel en bos rond Schamperij/Planterij. In 2020 werd 4,9 hectare officieel erkend als natuurreservaat; tevoren was al 8 hectare erkend. In 2022 werd in de Wijmier (Broekestraat Maarke-Kerkem) een bos aangeplant met zwarte els, grauwe abeel, zomereik, fladderiep.

### Fauna
Het natuurreservaat biedt onderdak aan tal van diersoorten: vogels (torenvalk, grote gele kwikstaart, boomklever, ...), vlinders (oranje luzernevlinder, dagpauwoog, distelvlinder, atalanta, bont zandoogje, klein en groot koolwitje, icarusblauwtje, kleine vuurvlinder,...), haas, vuursalamander, eikelmuis,...

### Flora
Het grootste deel van het reservaat bestaat uit een eikenbos (Eeckhoutbos) met een uitgesproken ondergroei van boshyacint. De rijkdom van het bos zit hem vooral in de verscheidenheid van de voorjaarsflora en de oude opgaande bomen (vooral zomereik, beuk en oude populierenrassen). Op de overgang naar het valleibos in het westelijk deel vindt men de grootste soortenrijkdom. bosanemoon, slanke sleutelbloem, muskuskruid, dagkoekoeksbloem, gevlekte aronskelk, kleine maagdenpalm, salomonszegel. Op de steilere randen bloeien eenbes en grote keverorchis.

### Natuurbeleving
De Streek-GR Vlaamse Ardennen en het wandelknooppuntennetwerk 'Vlaamse Ardennen - Getuigenheuvels' doorkruisen het gebied. Bij het bosgebied aan Schamperij ligt de 'Wereldboom van Horebeke' met een bivakzone voor paalkamperen en een bosleerpad ('Wereldboompad').

### Afbeeldingen

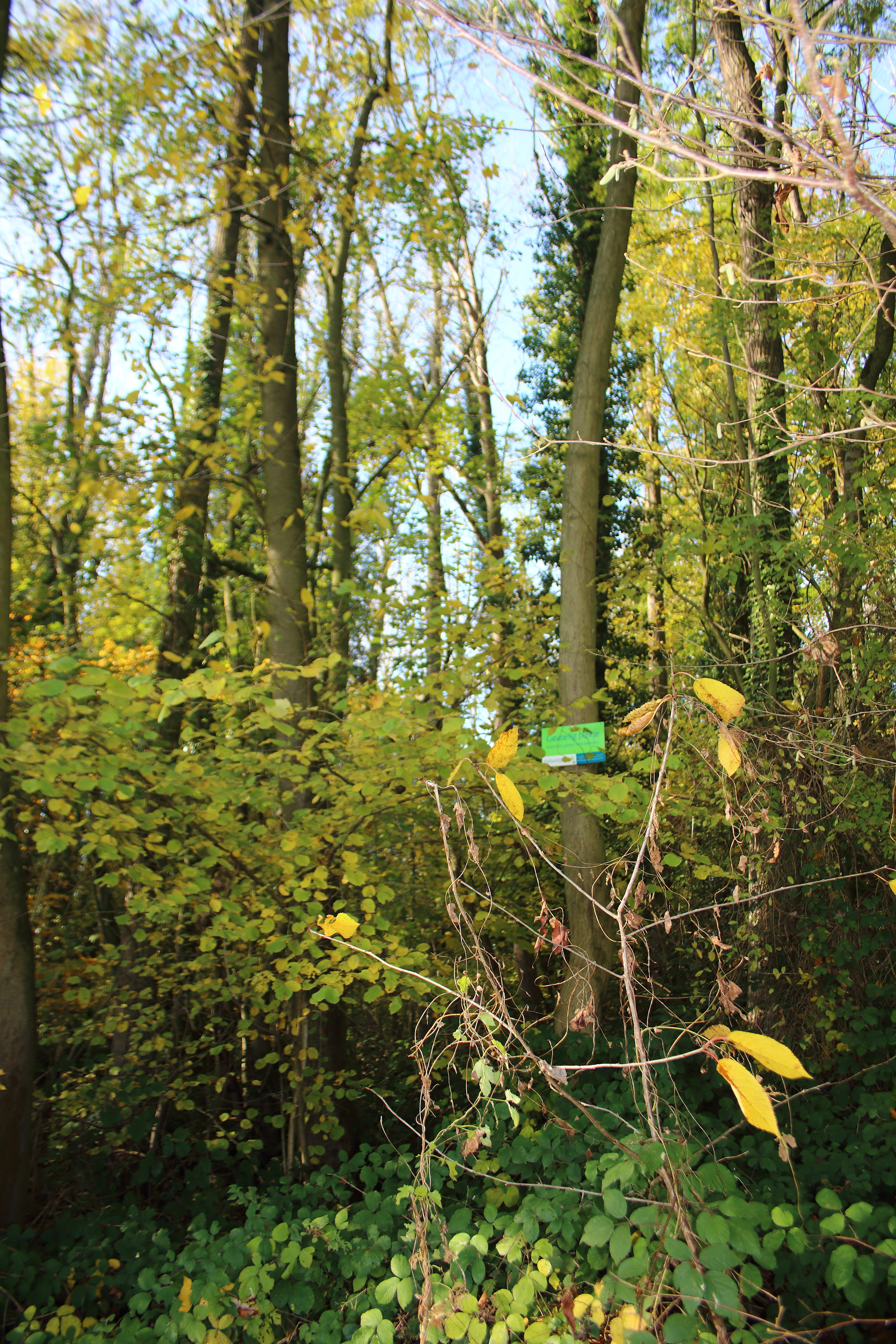
Longkruidbosje
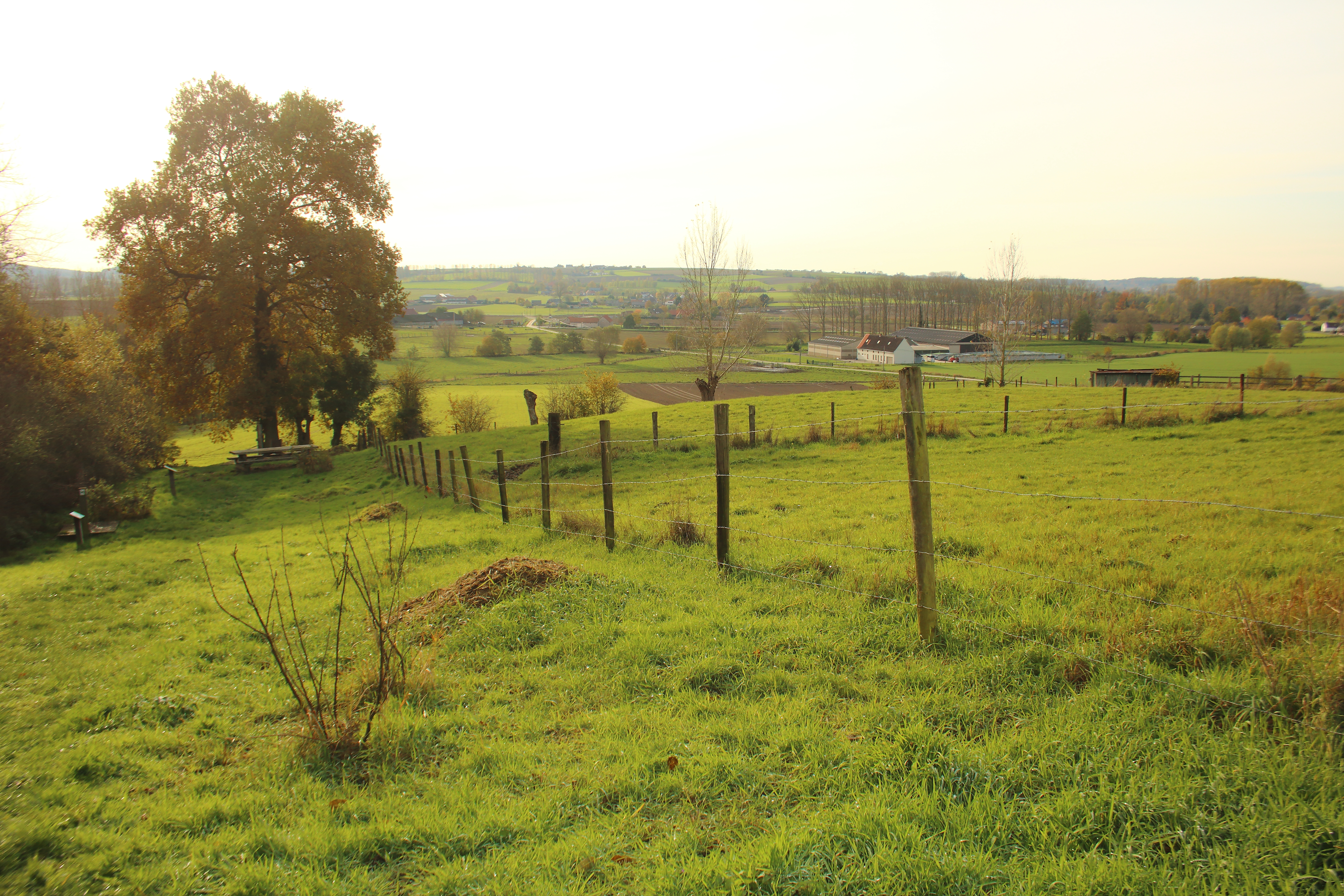
'Wereldboom' Horebeke
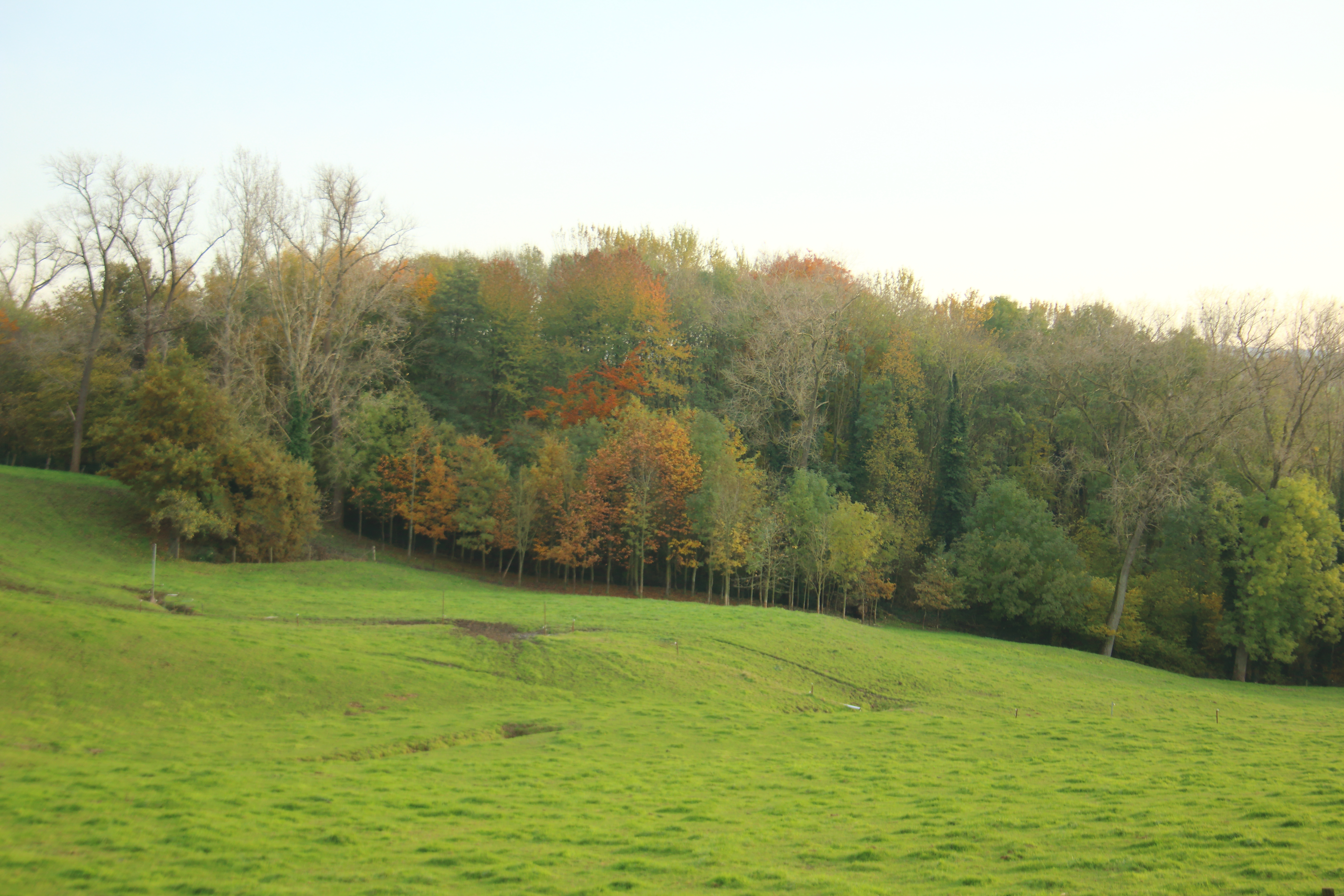
Eeckhoutbos
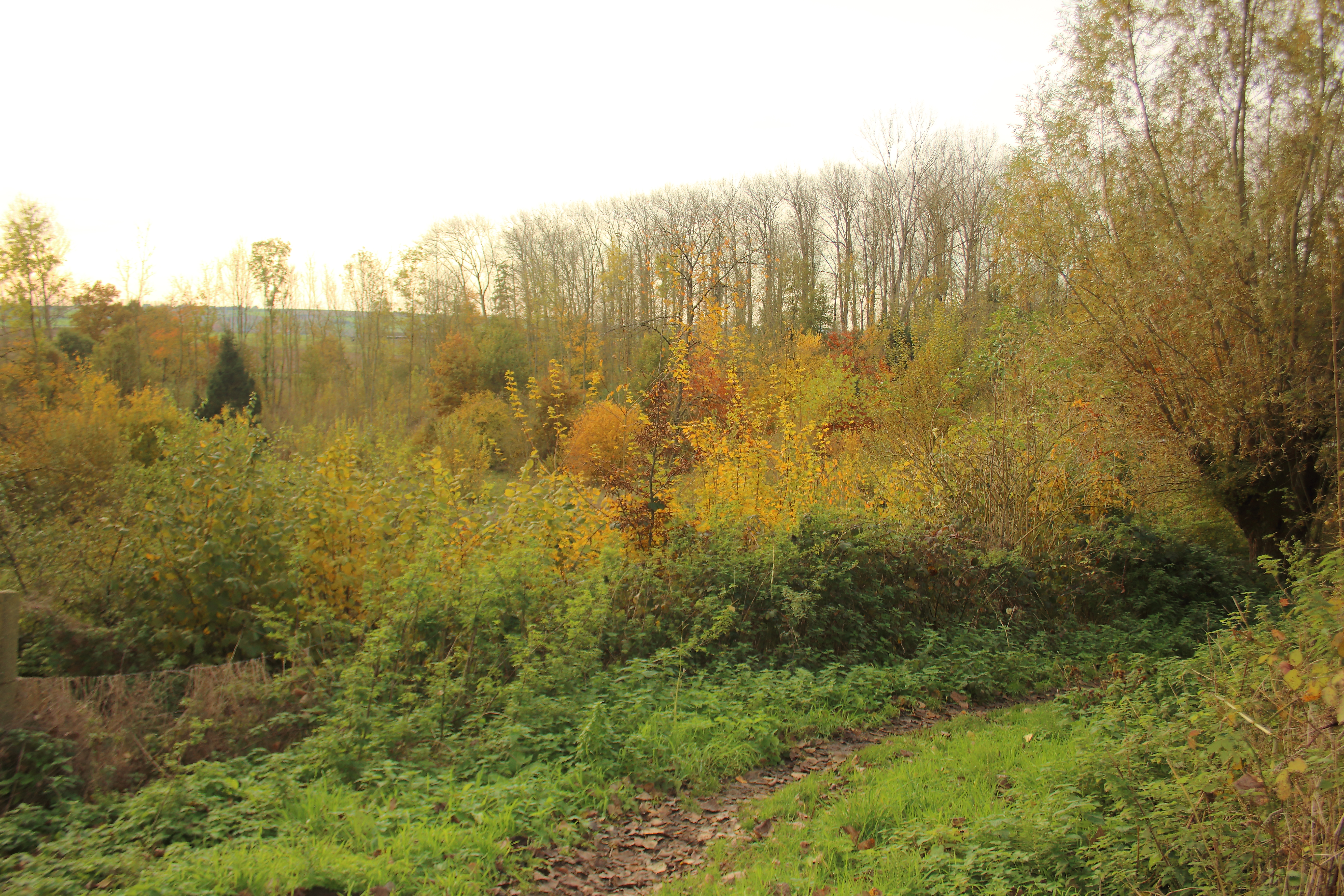
Schamperij